# 長崎県道243号寺島馬込港線
長崎県道243号寺島馬込港線（ながさきけんどう243ごう てらしままごめこうせん）は、長崎県西海市を通る一般県道である。

## 概要
西海市大島町の寺島から馬込港に至る。
路線状況は長崎県道52号大島太田和線交点を境に大きく変わる。起点から長崎県道52号大島太田和線交点までの区間は幅員が狭く、離合困難な道路である。一方、長崎県道52号大島太田和線交点から終点までの区間は片側1車線の整備された道路である。

### 路線データ
- 起点：長崎県西海市大島町（寺島）
- 終点：長崎県西海市大島町（長崎県道15号崎戸大島線・長崎県道194号黒瀬馬込港線終点）

## 路線状況

### 重複区間
- 長崎県道15号崎戸大島線（西海市大島町・真砂交差点 - 西海市大島町（終点））

### 道路施設

#### 橋梁
- 寺島大橋（西海市）

## 地理

### 通過する自治体
- 西海市

### 交差する道路
| 交差する道路                                                  | 交差する場所 | 交差する場所 |
| ------------------------------------------------------------- | ------------ | ------------ |
| 長崎県道52号大島太田和線                                      | 大島町       |              |
| 長崎県道15号崎戸大島線 重複区間起点                           | 大島町       | 真砂交差点   |
| 長崎県道15号崎戸大島線 重複区間終点 長崎県道194号黒瀬馬込港線 | 大島町       | 終点         |

### 沿線
- 肥前大島港ターミナル